# Parti de la liberté américaine
Le Parti de la liberté américaine,, (en anglais : American Freedom Party, abrégé en AFP) est un parti politique suprémaciste blanc et paléo-conservateur américain fondé en janvier 2010 sous le nom d'American Third Position (A3P), avant d'adopter son nom actuel en 2013. Il est issu du groupe skinhead white power Freedom 14.
Le parti soutient notamment Donald Trump lors de l'élection présidentielle de 2016.

## Historique

### Débuts
Le Parti de la liberté américaine tire ses origines du groupe skinhead white power Freedom 14, apparu dans les années 2000. En 2009, des membres de Freedom 14 annoncent la création du Golden State Party, mais cette entité est rapidement abandonnée en raison de la révélation des condamnations pour agression et port d'arme non-autorisé de l'un de leurs porte-paroles.

Le logo d'American Third Position.

Ils forment alors American 3P, ensuite renommé American Third Position. A3P est fondé de manière officielle en janvier 2010 en Californie,,.
En 2012, l'A3P présente Merlin Miller comme candidat dans trois États et obtient un total de 2 716 voix. Miller a pour colistière Virginia Abernethy,.
En 2013, le parti est réorganisé suivant l'arrivée de William Daniel Johnson à sa direction et est renommé Parti de la liberté américaine,.

### Soutien à Donald Trump lors de l'élection présidentielle de 2016

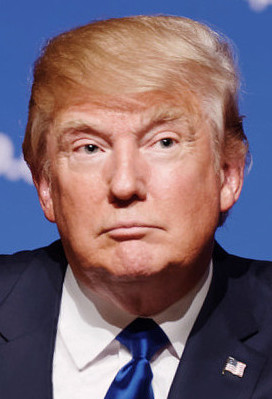
Donald Trump lors de sa campagne pour l'élection présidentielle de 2016.

Lors de l'élection présidentielle américaine de 2016, bien que le parti ait son propre candidat, Robert Whitaker, ses militants soutiennent Donald Trump, le considérant comme un défenseur de leurs idéaux nationalistes. William Daniel Johnson, président du parti, affirme que Trump incarne une politique qui s'aligne sur la défense des frontières, de la langue anglaise et de la culture des Américains blancs. L'AFP qualifie Trump comme étant leur « Grand Espoir Blanc » et voit en lui une opportunité rare de promouvoir ses idées nationalistes blanches dans la politique grand public.
L'AFP mène une campagne d'appels téléphoniques automatisés pour soutenir Donald Trump lors des primaires présidentielles républicaines de 2016. Dirigée par William Daniel Johnson, cette campagne diffuse des messages du suprémaciste blanc Jared Taylor, soutenant que « Nous n'avons pas besoin de musulmans. Nous avons besoin de Blancs intelligents et bien éduqués qui s'assimilent à notre culture ». Ces actions ne sont pas affiliées à la campagne de Trump, qui désavoue publiquement ce soutien,.
En mars 2016, l'AFP propose une liste de candidats pour le cabinet présidentiel potentiel de Trump incluant notamment Elon Musk comme secrétaire aux Transports, Ann Coulter comme directrice de la Sécurité intérieure, et Bernie Sanders comme représentant au commerce,.
William Johnson est brièvement sélectionné comme délégué potentiel pour la campagne présidentielle de Donald Trump en Californie en 2016, avant d'être retiré après une intense couverture médiatique.

## Stratégie

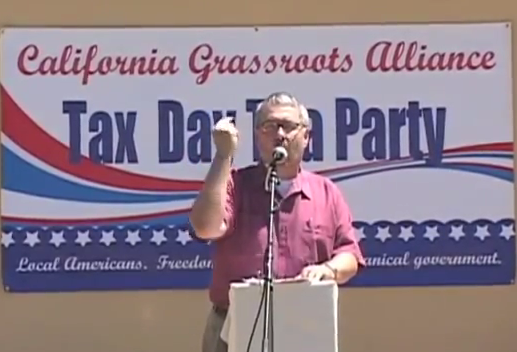
William Daniel Johnson, dirigeant de l'AFP, lors d'un rassemblement du mouvement Tea Party en 2011.

L'AFP tente d'attirer des sympathisants parmi le mouvement Tea Party et les libertariens. Il se présente comme une alternative au Parti républicain, qu'il accuse d'avoir abandonné le vrai conservatisme.
Il tente de se présenter d'une manière plus respectable que les autres groupes nationalistes blancs et cherche à intégrer ses idées dans le discours politique dominant.

## Organisation interne
Parmi ses dirigeants figurent Kevin B. MacDonald, Tomislav Sunić et Virginia Abernethy, connus pour leurs positions antisémites et leurs liens avec d'autres groupes suprémacistes blancs.
Avec des bureaux dans six États, ainsi qu'en Croatie et au Canada, l'AFP reste un acteur mineur mais actif dans la promotion du nationalisme blanc aux États-Unis.
D'après le Washington Post, en 2016, l'AFP ne compte « pas plus de quelques centaines de membres au niveau national ».

## Positionnement
L'AFP est positionné à l'extrême droite. Il défend des idéaux suprémacistes blancs et paléo-conservateurs,.
Il se présente comme « dédié aux intérêts vitaux pour la préservation et la continuité des communautés ethniques européennes au sein des États-Unis d'Amérique ». Il prétend représenter les intérêts des Américains blancs, particulièrement face à l'immigration non-européenne.
Son programme inclut l'opposition à l'immigration, au multiculturalisme, au féminisme, à l'homosexualité, à la mondialisation, au libéralisme classique et à la discrimination positive tout en soutenant un gouvernement limité et le droit de possession d'armes à feu,,. Se réclamant de la troisième voie, l'AFP se positionne en alternative au socialisme et au capitalisme.

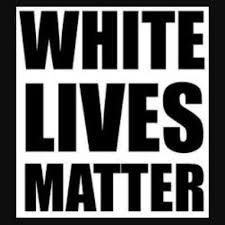
White Lives Matter, l'un des slogans utilisés par l'AFP.

Sur son site, le parti présente les Hispaniques, en particulier les immigrants, comme une menace pour la culture, l'économie et l'identité des Américains blancs. Il diffuse des messages de rébellion contre ce qu'il décrit comme une oppression culturelle des Blancs, utilisant des slogans tels que « White Lives Matter » (« Les vies blanches comptent ») et « Diversity = White Genocide » (« Diversité = génocide blanc »). Le parti reprend également le slogan néonazi et suprémaciste blanc des « Fourteen Words » de David Lane.
L'AFP soutient la théorie du complot juif. Kevin B. MacDonald, l'une des figures intellectuelles du parti, propage des idées selon lesquelles les Juifs seraient hostiles aux Blancs et au christianisme, et que les Européens du Nord posséderaient des traits génétiques supérieurs en matière d'altruisme et d'individualisme, absents chez les autres groupes ethniques.
Durant la présidence de Barack Obama, le site web de l'AFP exploite le ressentiment envers Obama, en utilisant les thèmes de la sécurité nationale et du patriotisme pour promouvoir la peur des étrangers et des minorités, dans un discours similaire à celui du groupe nationaliste blanc Council of Conservative Citizens.